# Clémentine-Hélène Dufau
]

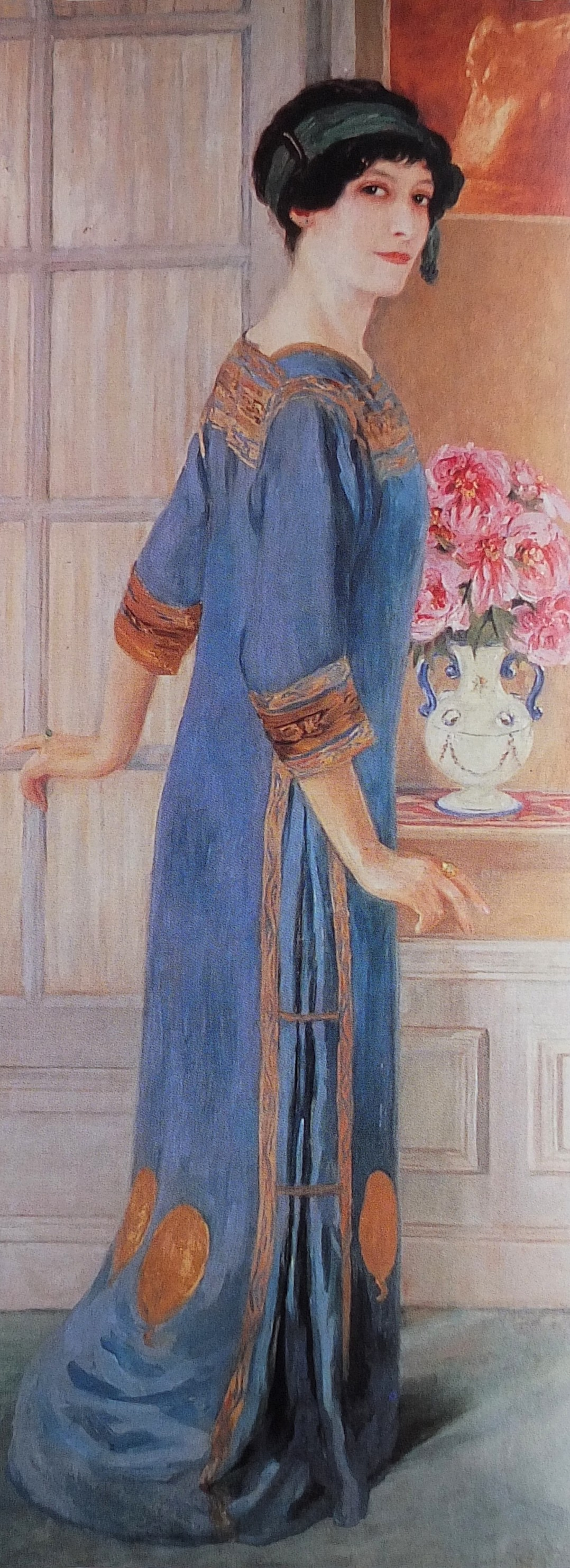
Clémentine-Hélène Dufau: Selbstporträt (1911)
[Größe: 180,5 × 70,2 cm

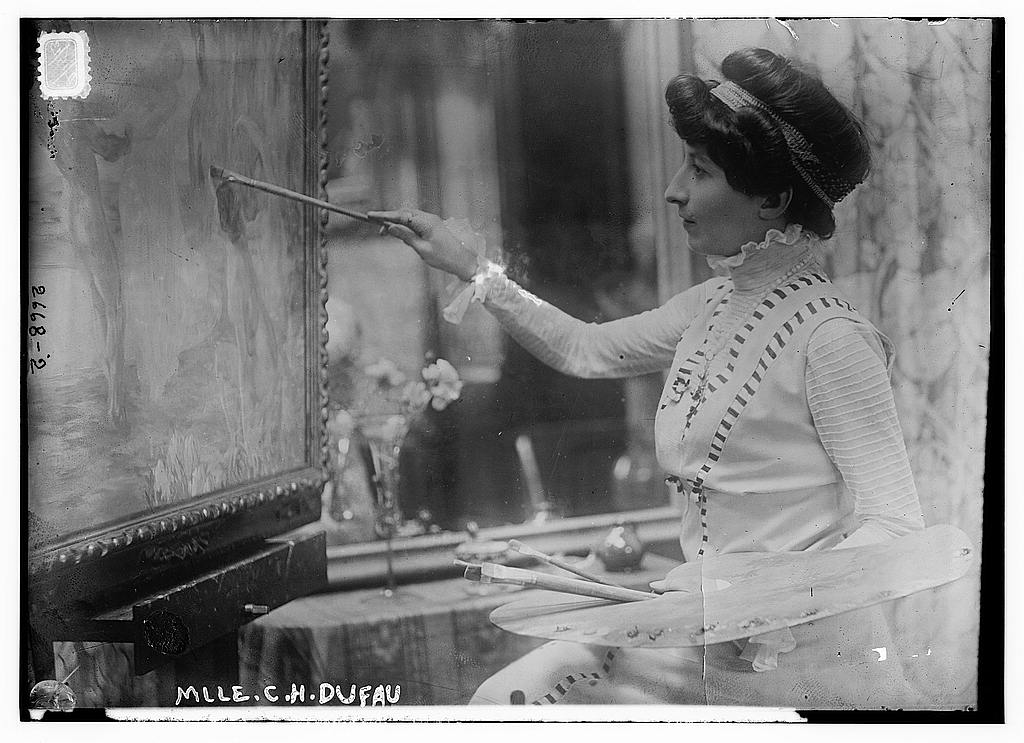
Clémentine-Hélène Dufau (ohne Autor, o. J.)

Clémentine-Hélène Dufau (geboren 18. August 1869 in Quinsac, Département Gironde; gestorben 18. März 1937 in Paris) war eine französische Malerin.

## Leben
Clémentine-Hélène Dufau begann ihre Ausbildung an der Académie Julian bei William Bouguereau, Tony Robert-Fleury und Gabriel Ferrier. 1893 debütierte sie im Pariser Salon, in dem sie seither regelmäßig ausstellte, und wurde Mitglied im Berufsverband Société des Artistes Français. 1898 gewann sie ein Stipendium, das ihr eine längere Spanienreise erlaubte. In dieser Zeit erhielt ihre Kunst eine neue Richtung, die sich vom Realismus und Impressionismus abkehrte und dekorativen Wirkungen zuwandte. Für die Weltausstellung Paris 1900 entwarf sie eine Postkartenserie. 1903 gehörte sie zu den Gründern der Société du Salon d’Automne.
Für die Ausgestaltung der Sorbonne und 1906 für das Privathaus des Dichters Edmond Rostand in Cambo-les-Bains erhielt sie Aufträge für großformatige dekorative Gemälde. Während des Ersten Weltkriegs schuf sie im staatlichen Auftrag Propagandaplakate.
Sie illustrierte Bücher u. a. von J.-H. Rosny aîné, Charles Derennes und Pierre Valdagne. 1920 übersiedelte sie nach Antibes. 1932 schickte sie einen Beitrag für die Kunstwettbewerbe der Olympischen Sommerspiele nach Los Angeles.
Bei ihren Teilnahmen am Pariser Salon erhielt sie wiederholt Preise und Medaillen. 1909 wurde sie zum Ritter der Ehrenlegion ernannt.

Auswahl von Werken
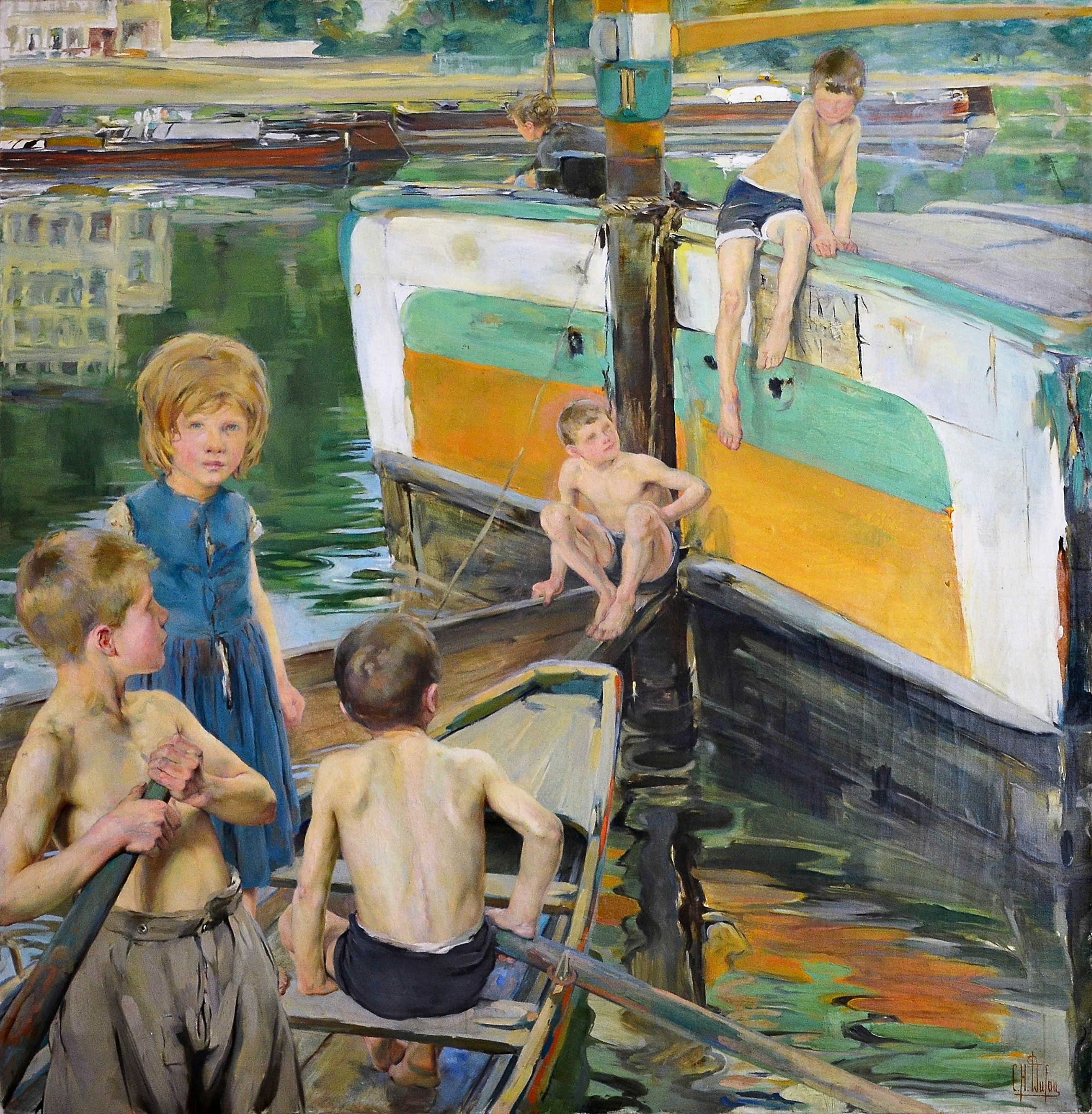
Enfants mariniers (1898)
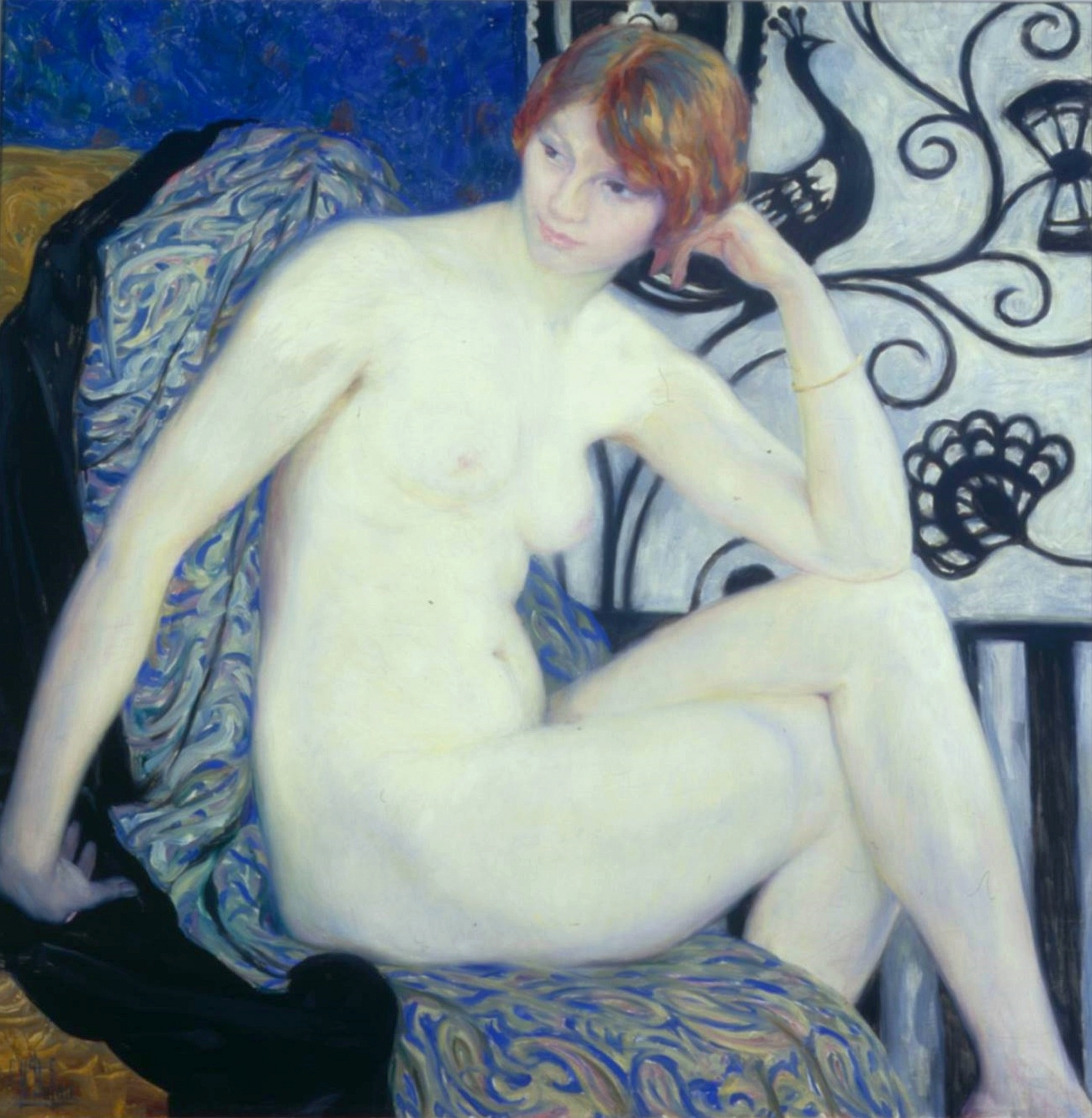
Vision intime (1913)
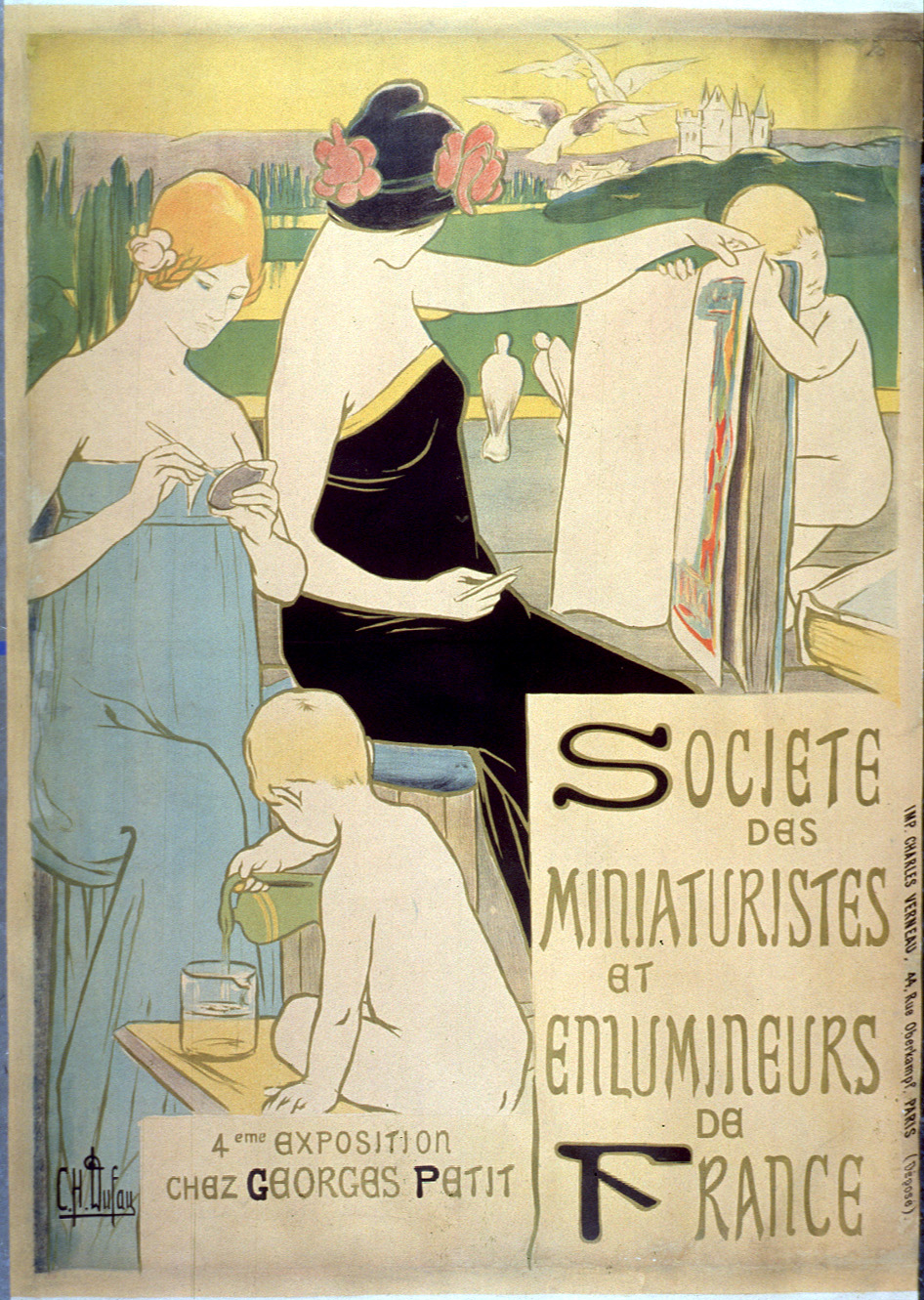
Plakat für die Galerie Georges Petit (o. J.)
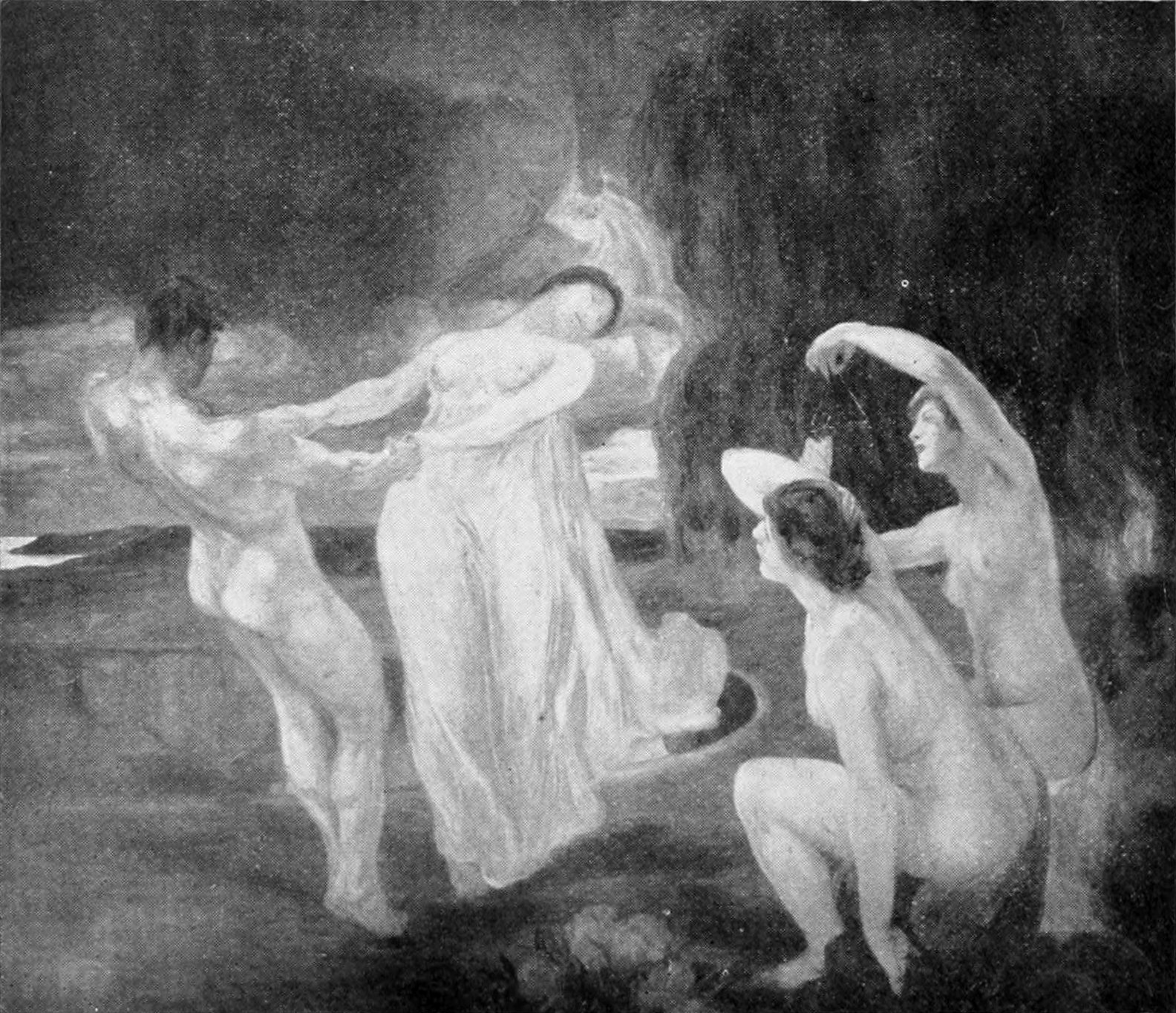
Astronomies–Mathématiques. Wandgemälde in der Sorbonne. (1908)
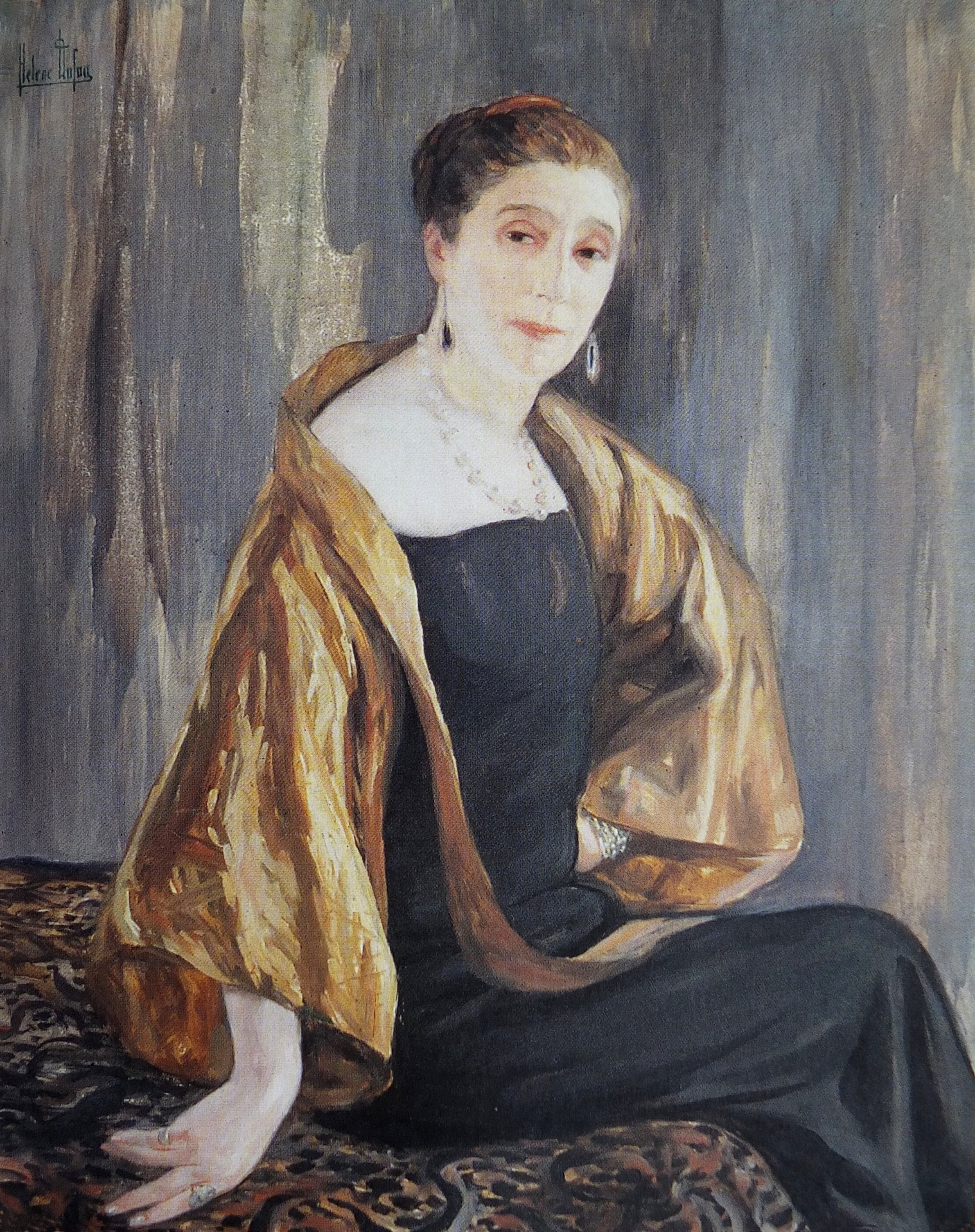
Jeanne Lanvin (1925)
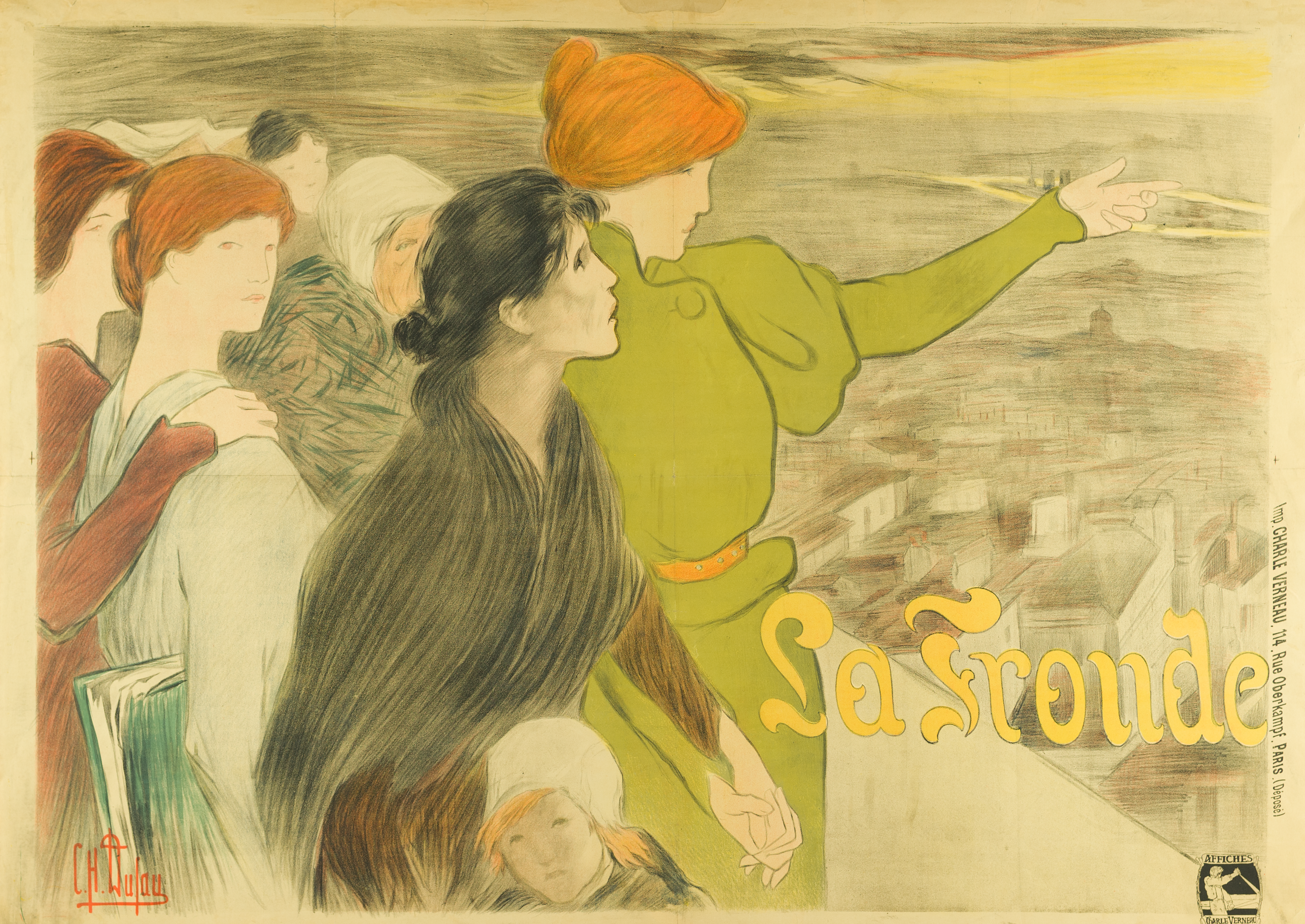
Werbeplakat für die Zeitschrift "La Fronde" (1898)
Werbeplakat für den "Bal des Increvables" (1896)